# Fiorenzo II d'Olanda
Fiorenzo II d'Olanda, detto il Grosso; in olandese Floris II van Holland, bijgenaamd de Vette of de Dikke (Vlaardingen, 1085 circa – 2 marzo 1121), fu il nono (secondo gli Annales Egmundani, fu l'ottavo) conte d'Olanda dal 1091 alla sua morte. Fu il primo ad essere citato col titolo di conte d'Olanda; i suoi predecessori venivano citati come conti della Frisia.

## Origine
Secondo il capitolo n° 48b della Chronologia Johannes de Beke era il figlio primogenito dell'ottavo conte d'Olanda, Teodorico V e della moglie, Otelinda (ca. 1054- ca. 1125), che come ci conferma ancora il capitolo n° 48b della Chronologia Johannes de Beke, era originaria della Sassonia, per la precisione la cita come figlia del prepotente duca di Sassonia (Otihildim filiam prepotentis ducis Saxonie), mentre gli Annales Egmundani confermano il matrimonio senza specificare gli ascendenti di Otelinda.
Teodorico V d'Olanda, secondo il capitolo n° 45 della Chronologia Johannes de Beke era il figlio primogenito del settimo Conte d'Olanda, Fiorenzo I e della moglie, Gertrude di Sassonia (1028 - †1113), che, sia secondo la Genealogica Comitum Flandriæ Bertiniana, che secondo la Genealogia ex stirpe Sancti Arnulfi descendentium Mettensis era figlia di Bernardo II di Sassonia e di Eilika di Schweinfurt (secondo l'Annalista Saxo era la legittima moglie di Bernardo II di Sassonia).

## Biografia
Suo padre, Teodorico V, nel 1076, riuscì a riconquistare la contea d'Olanda, dopo che, ancora minorenne, ne era stato cacciato dal vescovo di Utrecht, Guglielmo, circa dodici anni prima, con l'aiuto del Duca della Bassa Lorena, Goffredo il Gobbo, come ci conferma il capitolo n° 47a della Chronologia Johannes de Beke: secondo il capitolo n° 48b della Chronologia Johannes de Beke, Il giovane Teodorico, con l'aiuto del suo patrigno, Roberto, sconfisse l'esercito del vescovo Corrado, rientrando in possesso della contea che era stata di suo padre, mentre gli Annales Egmundani, riportano che Teodorico, con l'aiuto del patrigno, attaccò e incendiò Islemunde, dove si trovava Corrado ed il suo esercito, lo sconfisse e governò la contea in pace per altri quindici anni.
Suo padre, Teodorico V, morì nel 1091, come riportano gli Annales Egmundani e Fiorenzo gli succedette come Fiorenzo II d'Olanda; secondo il capitolo n° 48b della Chronologia Johannes de Beke, Teodorico morì il 17 giugno (xv kalendas iulii) 1091 (anno Domini mxci) e fu tumulato nell'abbazia di Egmond.
Fiorenzo viene citato per la prima volta, col titolo di conte d'Olanda (Florentius comes de Hollant), nel documento n° 92 dell'Oorkondenboek Holland, datato 29 maggio 1101, inerente ad una garanzia prestata dal vescovo di Utrecht, Burcardo, in cui Fiorenzo figura tra i testimoni. Probabilmente questo titolo gli fu riconosciuto dal vescovo di Utrecth, Burcardo, dopo la definitiva pacificazione tra i conti d'Olanda ed i vescovi di Utrecth (infatti nel capitolo n° 51 della Chronologia Johannes de Beke, quando ne viene riportata la morte Fiorenzo II, viene definito alleato della chiesa di Utrecht (confrater ecclesie Traiectensis).
Fiorenzo (Florentius Dei gratia Hollandiensis comes) col documento n° 94 dell'Oorkondenboek Holland, datato 13 aprile 1108, garantisce un'esenzione fiscale ai cittadini di Heylego (civibus Heylegommensibus).
Intorno al 1113, Fiorenzo II sposò Gertrude o Petronilla di Lorena, come riporta il capitolo n° 49a della Chronologia Johannes de Beke, che la cita col nome di Petronilla e specifica che era la sorellastra uterina del futuro Rex Romanorum e poi Imperatore, Lotario II di Supplimburgo (Petronillam Lotharii cesaris sororem), quindi Gertrude-Petronilla era figlia di Teodorico II, duca dell'Alta Lorena e della prima moglie, Edvige di Formbach, che era vedova di Gerardo di Supplimburgo. Anche gli Annales Egmundani citano Petronilla come vedova di Fiorenzo II il Grosso (Petronilla vero relicta eius - Florentius crassus comes filius Theoderici -).
Fiorenzo viene citato ancora una volta nel documento n° 109 dell'Oorkondenboek Holland, non datato, dove assieme alla moglie fa una donazione all'abbazia di Egmond (non consultato).
Fiorenzo morì nel 1121, come confermano gli Annales Egmundani: il conte Fiorenzo (Florentius crassus comes filius Theoderici quinti) morì il 2 marzo (VI Nona Martii); mentre il capitolo n° 51 della Chronologia Johannes de Beke, riporta che Fiorenzo (Florencius comes Hollandie, confrater ecclesie Traiectensis) morì, il 2 marzo (vi nona marcii), del 1121, continuando che Fiorenzo fu inumato nell'abbazia di Egmond. Anche la Beka's Egmondsch Necrologium, in Oppermann, O. (1933) Fontes Egmundenses a pagina 108, riporta l'anno ed il giorno della morte di Fiorenzo (non consultata).
A Fiorenzo II, che il capitolo n° 51 della Chronologia Johannes de Beke, descrive come egregio, pacifico, benefattore per gli indigenti, terribile coi nemici e più virtuoso dei suoi progenitori, succedette il figlio primogenito, Teodorico, come ci conferma il capitolo n° 52 della Chronologia Johannes de Beke, con la reggenza della madre, Petronilla (Gertrude).

## Discendenza
Fiorenzo II da Petronilla (Gertrude) ebbe quattro:
- Teodorico VI[19] (1114 - 1159), conte d'Olanda[22]
- Fiorenzo[19] (1115 - 1132), si ribello al fratello
- Simone[19] ( † 1147), canonico a Utrecht dal 1131
- Edvige[19] ( † 1132), suora.

## Ascendenza
|                      |                     |                          | Genitori                |  |  | Nonni |  |  | Bisnonni               |  |  | Trisnonni        |  |
|                      |                     |                          |                         |  |  |       |  |  | Teodorico III d'Olanda |  |  | Arnolfo d'Olanda |  |
|                      |                     |                          |                         |  |  |       |  |  | Teodorico III d'Olanda |  |  | Arnolfo d'Olanda |  |
|                      |                     | Liutgarda di Lussemburgo |                         |  |  |       |  |  | Teodorico III d'Olanda |  |  |                  |  |
| Fiorenzo I d'Olanda  |                     |                          |                         |  |  |       |  |  | Teodorico III d'Olanda |  |  |                  |  |
|                      |                     | Otelinda di Sassonia     | Bernardo I di Sassonia  |  |  |       |  |  |                        |  |  |                  |  |
|                      |                     | Otelinda di Sassonia     | Bernardo I di Sassonia  |  |  |       |  |  |                        |  |  |                  |  |
|                      |                     | Otelinda di Sassonia     | Ildegarda di Stade      |  |  |       |  |  |                        |  |  |                  |  |
| Teodorico V d'Olanda |                     | Otelinda di Sassonia     |                         |  |  |       |  |  |                        |  |  |                  |  |
|                      |                     | Bernardo II di Sassonia  | Bernardo I di Sassonia  |  |  |       |  |  |                        |  |  |                  |  |
|                      |                     | Bernardo II di Sassonia  | Bernardo I di Sassonia  |  |  |       |  |  |                        |  |  |                  |  |
|                      |                     | Bernardo II di Sassonia  | Ildegarda di Stade      |  |  |       |  |  |                        |  |  |                  |  |
| Gertrude Billung     |                     | Bernardo II di Sassonia  |                         |  |  |       |  |  |                        |  |  |                  |  |
|                      |                     | Eilika di Schweinfurt    | Enrico di Schweinfurt   |  |  |       |  |  |                        |  |  |                  |  |
|                      |                     | Eilika di Schweinfurt    | Enrico di Schweinfurt   |  |  |       |  |  |                        |  |  |                  |  |
|                      |                     | Eilika di Schweinfurt    | Gerberga di Gleiberg    |  |  |       |  |  |                        |  |  |                  |  |
| Fiorenzo II d'Olanda |                     | Eilika di Schweinfurt    |                         |  |  |       |  |  |                        |  |  |                  |  |
|                      | Ordulfo di Sassonia | Bernardo II di Sassonia  |                         |  |  |       |  |  |                        |  |  |                  |  |
|                      | Ordulfo di Sassonia | Bernardo II di Sassonia  |                         |  |  |       |  |  |                        |  |  |                  |  |
|                      | Ordulfo di Sassonia | Eilika di Schweinfurt    |                         |  |  |       |  |  |                        |  |  |                  |  |
| Magnus di Sassonia   | Ordulfo di Sassonia |                          |                         |  |  |       |  |  |                        |  |  |                  |  |
|                      |                     | Wulfhild di Norvegia     | Olaf II di Norvegia     |  |  |       |  |  |                        |  |  |                  |  |
|                      |                     | Wulfhild di Norvegia     | Olaf II di Norvegia     |  |  |       |  |  |                        |  |  |                  |  |
|                      |                     | Wulfhild di Norvegia     | Astrid Olfosdotter      |  |  |       |  |  |                        |  |  |                  |  |
| Otelinda di Sassonia |                     | Wulfhild di Norvegia     |                         |  |  |       |  |  |                        |  |  |                  |  |
|                      |                     | Béla I d'Ungheria        | Vazul                   |  |  |       |  |  |                        |  |  |                  |  |
|                      |                     | Béla I d'Ungheria        | Vazul                   |  |  |       |  |  |                        |  |  |                  |  |
|                      |                     | Béla I d'Ungheria        | Anastasia di Bulgaria   |  |  |       |  |  |                        |  |  |                  |  |
| Sofia d'Ungheria     |                     | Béla I d'Ungheria        |                         |  |  |       |  |  |                        |  |  |                  |  |
|                      |                     | Richeza di Polonia       | Miecislao II di Polonia |  |  |       |  |  |                        |  |  |                  |  |
|                      |                     | Richeza di Polonia       | Miecislao II di Polonia |  |  |       |  |  |                        |  |  |                  |  |
|                      |                     | Richeza di Polonia       | Richeza di Lotaringia   |  |  |       |  |  |                        |  |  |                  |  |
|                      |                     | Richeza di Polonia       |                         |  |  |       |  |  |                        |  |  |                  |  |